# Joe Rodon
Joseph Peter Rodon (Swansea, Gales, Reino Unido, 22 de octubre de 1997) es un futbolista británico que juega de defensa en el Leeds United F. C. de la Premier League de Inglaterra.

## Trayectoria
Comenzó su carrera en las inferiores del Swansea City en 2005 a los ocho años. Firmó su primer contrato profesional en julio de 2015. Fue enviado a préstamo al Cheltenham Town de la EFL League Two el 30 de enero de 2018 por el resto de la temporada 2017-18.
Debutó con el primer equipo del Swansea el 11 de agosto de 2018 ante el Preston North End en la EFL Championship.
El 16 de octubre de 2020 se confirmó su fichaje por el Tottenham Hotspur F. C. Debutó diez días después jugando los últimos instantes del triunfo por la mínima ante el Burnley F. C.
En dos temporadas en el conjunto londinense disputó 24 partidos, marchándose cedido en agosto de 2022 al Stade Rennais F. C. En el equipo francés jugó 22 encuentros y en agosto de 2023 fue nuevamente prestado, esta vez al Leeds United F. C. Durante la temporada participó en 50 partidos y al inicio de la siguiente regresó al club en propiedad.

## Selección nacional
Es internacional absoluto con la selección de Gales desde el año 2019. Debutó el 6 de septiembre de 2019 en la victoria por 2-1 sobre Azerbaiyán para la clasificación para la Eurocopa 2020.

## Estadísticas

### Clubes
Actualizado al último partido disputado el 3 de mayo de 2025.
| Club                               | Div.          | Temporada     | Liga  | Liga  | Copas nacionales | Copas nacionales | Copas internacionales | Copas internacionales | Total | Total |
| Club                               | Div.          | Temporada     | Part. | Goles | Part.            | Goles            | Part.                 | Goles                 | Part. | Goles |
| ---------------------------------- | ------------- | ------------- | ----- | ----- | ---------------- | ---------------- | --------------------- | --------------------- | ----- | ----- |
| Cheltenham Town F. C. Inglaterra   | 4.ª           | 2017-18       | 12    | 0     | —                | —                | —                     | —                     | 12    | 0     |
| Cheltenham Town F. C. Inglaterra   | Total club    | Total club    | 12    | 0     | 0                | 0                | 0                     | 0                     | 12    | 0     |
| Swansea City A. F. C. Gales        | 2.ª           | 2018-19       | 27    | 0     | 1                | 0                | —                     | —                     | 28    | 0     |
| Swansea City A. F. C. Gales        | 2.ª           | 2019-20       | 21    | 0     | 0                | 0                | —                     | —                     | 21    | 0     |
| Swansea City A. F. C. Gales        | 2.ª           | 2020-21       | 4     | 0     | 1                | 0                | —                     | —                     | 5     | 0     |
| Swansea City A. F. C. Gales        | Total club    | Total club    | 52    | 0     | 2                | 0                | 0                     | 0                     | 54    | 0     |
| Tottenham Hotspur F. C. Inglaterra | 1.ª           | 2020-21       | 12    | 0     | 2                | 0                | 0                     | 0                     | 14    | 0     |
| Tottenham Hotspur F. C. Inglaterra | 1.ª           | 2021-22       | 3     | 0     | 3                | 0                | 4                     | 0                     | 10    | 0     |
| Tottenham Hotspur F. C. Inglaterra | Total club    | Total club    | 15    | 0     | 5                | 0                | 4                     | 0                     | 24    | 0     |
| Stade Rennais F. C. Francia        | 1.ª           | 2022-23       | 16    | 1     | 1                | 0                | 5                     | 0                     | 22    | 1     |
| Stade Rennais F. C. Francia        | Total club    | Total club    | 16    | 1     | 1                | 0                | 5                     | 0                     | 22    | 1     |
| Leeds United F. C. Inglaterra      | 2.ª           | 2023-24       | 46    | 0     | 4                | 0                | ―                     | ―                     | 50    | 0     |
| Leeds United F. C. Inglaterra      | 2.ª           | 2024-25       | 46    | 1     | 2                | 0                | ―                     | ―                     | 48    | 1     |
| Leeds United F. C. Inglaterra      | Total club    | Total club    | 92    | 1     | 6                | 0                | 0                     | 0                     | 98    | 1     |
| Total carrera                      | Total carrera | Total carrera | 187   | 2     | 14               | 0                | 9                     | 0                     | 210   | 2     |

### Selección nacional
| Absoluta Gales | 2019  | 1 | 0 | 3  | 0 | - | - | 4  | 0 |
| Absoluta Gales | 2020  | 2 | 0 | 4  | 0 | - | - | 6  | 0 |
| Absoluta Gales | 2021  | 2 | 0 | 10 | 0 | - | - | 12 | 0 |
| Absoluta Gales | 2022  | 1 | 0 | 7  | 0 | 3 | 0 | 11 | 0 |
| Absoluta Gales | 2023  | 1 | 0 | 8  | 0 | - | - | 9  | 0 |
| Absoluta Gales | 2024  | - | - | 8  | 0 | - | - | 8  | 0 |
| Absoluta Gales | 2025  | - | - | 4  | 1 | - | - | 4  | 1 |
| Absoluta Gales | Total | 7 | 0 | 44 | 1 | 3 | 0 | 54 | 1 |
| (1) Incluye los partidos de la clasificación para la Eurocopa 2020, Eurocopa 2020, Liga de Naciones de la UEFA 2020-21 y clasificación para el Mundial 2022. (2) Incluye los partidos de la Copa Mundial de Fútbol de 2022. |       |   |   |    |   |   |   |    |   |

## Palmarés

### Títulos nacionales
| Título           | Club               | País       | Año  |
| ---------------- | ------------------ | ---------- | ---- |
| EFL Championship | Leeds United F. C. | Inglaterra | 2025 |